# Paul de Samosate
Paul de Samosate est un évêque d'Antioche de 260 à 272, dont on ne connaît ni la date de naissance à Samosate, ni la date ni le lieu de décès. On ne connaît de sa vie que ce que ses adversaires ont écrit contre lui. Il est célèbre pour plusieurs raisons: il fut simultanément évêque chrétien et procurateur romain ; il fut fonctionnaire de la reine Zénobie de Palmyre ; il lui fut reproché une conduite indigne d'un responsable religieux ; il fut accusé de ne pas reconnaître la divinité de Jésus-Christ ; pour ces raisons, il fut déclaré hérétique et destitué par le concile réuni à Antioche en 268 ou 269. Malgré sa destitution, il s'est maintenu à la tête de l'Église d'Antioche jusqu'à ce que l'empereur Aurélien accède à la demande de ses opposants chrétiens et le chasse manu militari de la maison épiscopale,.

## Contexte historique

### Église apostolique d'Antioche
La ville d'Antioche était, au IIIe siècle de notre ère, la troisième ville de l'Empire romain après Rome et Alexandrie. La langue de l'administration, des affaires et de l'Église était le grec de la koinè. Mais la langue liturgique était soit le grec ancien soit l'araméen qui était la langue dominante des campagnes. L'usage de l'araméen est perpétué de nos jours par l'Église syriaque orthodoxe (jacobite) et par toutes les Églises de rite syriaque qui s'en sont détachées au cours des siècles. L'Église d'Antioche et le siège de l'évêque d'Antioche occupaient une place éminente dans l'Église à double titre : être localisée dans la capitale de l'Asie mineure romaine et avoir été fondée par l'apôtre Pierre, avant même que ce dernier ne se rende à Rome. De plus, Antioche a supplanté symboliquement Jérusalem comme lieu fondateur du christianisme dans la mesure où c'est à Antioche que les disciples du Christ ont été appelés pour la première fois chrétiens (christianoi en grec) et dans la mesure où la Jérusalem juive a été anéantie en 135, à la suite de la révolte de Bar-Kokhba. Antioche devint donc la métropole de la chrétienté en Orient et exerça sa juridiction sur les communautés de Syrie, de Cilicie, de Phénicie (Liban), de Palestine et de Mésopotamie. Cette primauté de fait fut affirmée en droit par le concile de Nicée, en 325, qui confirma l'autorité de Rome sur les églises d'Occident, celle d'Alexandrie sur les églises d'Afrique et celle d'Antioche sur les églises d'Asie.
Paul de Samosate a été élu évêque en 260, l'année où l'empereur Gallien a émis un édit de tolérance qui a ouvert la période appelée la petite paix de l'Église, 40 ans sans persécution, qui s'est terminée avec la grande persécution de Dioclétien débutée en 303.

### ChapourIer, Zénobie et les empereurs romains

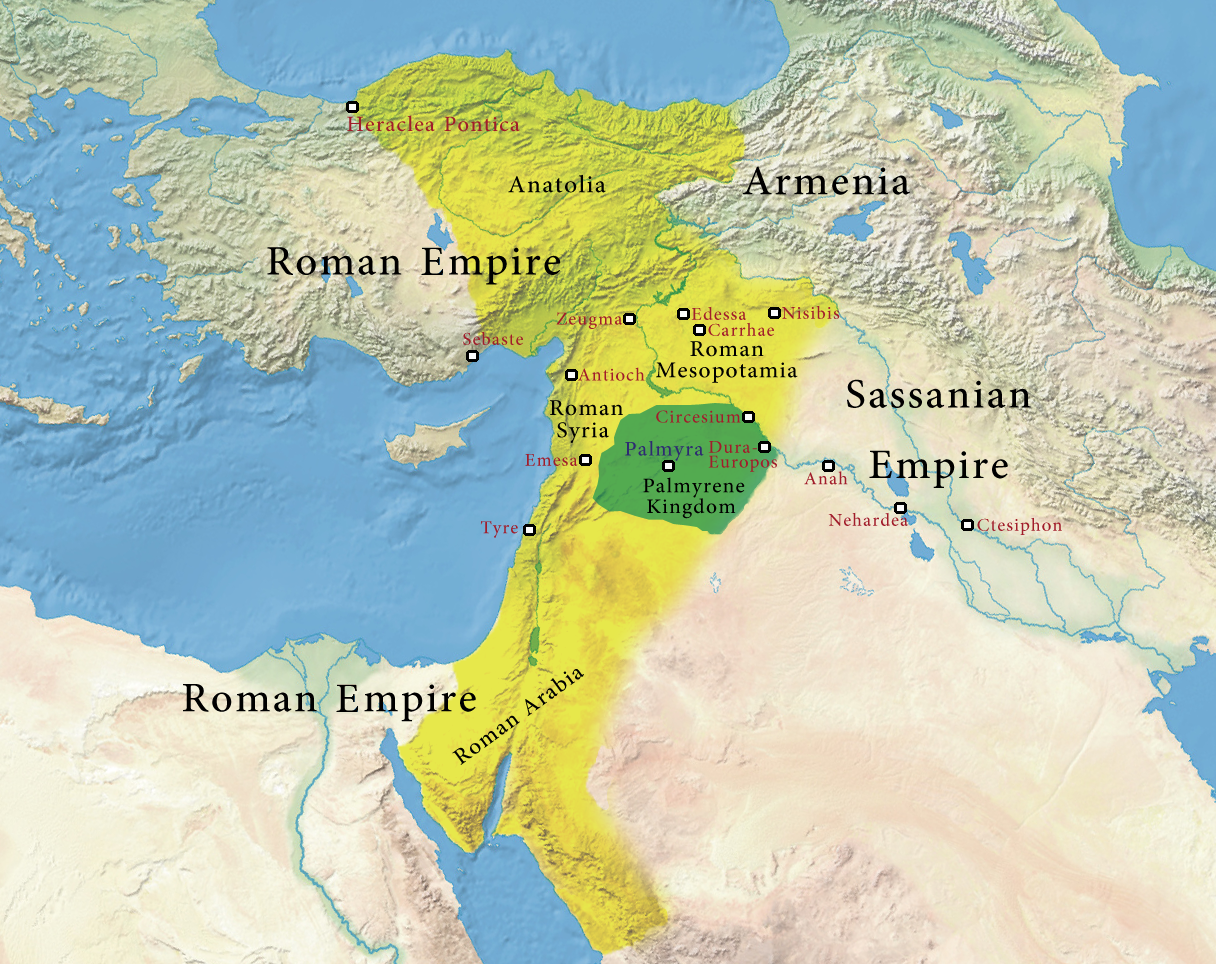
Royaume de Palmyre en 260 (en vert), en 272 (en jaune)

Au début du IIIe siècle, l'Asie Mineure était sous domination romaine. Cependant, à partir de 241, le roi de Perse, Chapour Ier, fils du fondateur de la dynastie sassanide, commence à défier la domination romaine sur la Mésopotamie. Or le pouvoir est très instable à Rome où il y a eu 28 empereurs en un siècle, sans compter les usurpateurs. En 253, Chapour détruit la ville d'Antioche et déporte une grande partie de la population en Perse, notamment pour fonder la ville de Gondichapour. Parmi les déportés, se trouvent de nombreux chrétiens et leur évêque, Démétrianos.
Cette même année 253, trois empereurs se succèdent à Rome. Finalement, Valérien réussit à affirmer son pouvoir à Rome et à rétablir l'autorité romaine à Antioche en maintenant Chapour à distance, même si ce dernier conserve Nisibe, l'ancienne capitale de la Mésopotamie romaine. Au cours des années suivantes, Chapour fait des incursions en territoire romain, détruit les villes et déporte la population.
En 260, l'empereur Valérien rassemble une puissante armée à Samosate, ville sur l'Euphrate à 250 km au NE d'Antioche, et marche contre l'armée de Chapour. Ce dernier remporte la bataille et fait prisonnier Valérien qui mourra en captivité. Chapour dévaste la Syrie du Nord, amasse du butin et se replie. L'empereur Gallien, qui succède à son père Valérien, est très occupé à défendre l'Italie contre les Goths et son pouvoir contre un usurpateur. Il confie alors le gouvernement de l'Asie mineure et le commandement de l'armée romaine à Odénat, roi de Palmyre. Celui-ci réussit à contenir Chapour et à rétablir une certaine paix dans la province et dans sa capitale Antioche. Cependant, en 267, Odénat et son fils sont assassinés. C'est alors que sa veuve, la reine Zénobie, proclame roi son fils Wahballat, qui a 9 ans, et s'autoproclame régente. L'année suivante, elle s'arroge le titre d' Augusta, ce qui est un défi direct à l'Auguste empereur romain, mais il n'y a personne à Rome pour s'en aviser à ce moment-là, Gallien ayant été assassiné en 268 devant Milan. C'est la période des Trente tyrans à Rome. Zénobie en profite pour étendre son pouvoir à la Phénicie et à la Palestine, puis à l'Égypte.
En 270, Aurélien, le nouvel empereur romain, commence par remettre de l'ordre à Rome. L'année suivante, il bat, à Pavie, les Vandales qui ravageaient le nord de l'Italie et menaçaient Rome. En Orient, il juge que Zénobie a outrepassé les prérogatives qui avaient été dévolues à son mari par Gallien. Il se rend donc en Égypte pour y rétablir l'autorité romaine. Puis, il attaque et défait les troupes de Palmyre. Il fait prisonniers Zénobie et son fils et les ramène à Rome. En 272, il investit Antioche.

## Biographie

### Les sources
Paul de Samosate est un personnage célèbre qui est mentionné dans de nombreuses sources qui sont presque toutes des faux : « Monsieur Bardy, après de minutieuses analyses, écarte avec raison une série de pièces apocryphes qu'on a trop souvent le tort de prendre au sérieux : symbole d'Antioche ou de Nicée contre le Samosatéen, lettre du pape Félix à Maxime d'Alexandrie, lettre de Denys d'Alexandrie à Paul de Samosate, fragments arméniens d'une réfutation attribuée au même Denys. Ce sont là des faux, fabriqués et mis en circulation dès la fin du IVe siècle », pour des besoins polémiques. Les seuls documents fiables dont on dispose sont au nombre de trois : « 1°) Récit d'Eusèbe au livre VII de son Histoire ecclésiastique ; 2°) Actes du Concile d'Antioche qui en 268 condamna l'hérétique ; 3°) Lettre synodale du même concile notifiant à toutes les églises la condamnation et la déposition du Samosatéen. »
Sans le récit d'Eusèbe de Césarée, on ignorerait à peu près tout de Paul de Samosate. Cependant, s'il s'étend sur le comportement pittoresque de Paul, sur le déroulement des conciles d'Antioche et sur l'intervention de l'Empereur Aurélien, il ne nous apprend que très peu de chose sur ce qui lui a valu d'être accusé d'hérésie. Ce précieux récit permet cependant « de reconstituer, au moins dans ses grandes lignes, les péripéties du drame d'Antioche. » Les Actes du concile d'Antioche, notamment la discussion qui a eu lieu en séance entre Paul et Malchion, un prêtre désigné par les évêques pour porter l'accusation, sont en partie reproduits dans la Contestatio d'Eusèbe de Dorylée, sorte de placard contre Nestorius affiché sur les portes de l'église Sainte Sophie à Constantinople. La lettre synodale ne nous est connue que par les fragments, cités par Eusèbe, qui décrivent la vie de l'évêque, son caractère, ses intrigues, ses abus de pouvoir et sa condamnation par le concile, mais aucunement son hérésie. La partie de la lettre concernant la doctrine n'est connue que par de brèves citations dans les textes d'écrivains postérieurs, Sévère d'Antioche (465-538) et Léonce de Byzance (480-543).

### Procurateur et évêque
Comme son nom l'indique Paul de Samosate est né à Samosate, (également appelée Antioche de Commagène), une ancienne cité dont les ruines se situent dans l'actuelle province d'Adıyaman, près de l'Euphrate, en Turquie. La seule période de sa vie qui est connue est celle pendant laquelle il fut évêque d'Antioche, entre 260 et 272. Il fut élu par le clergé et les chrétiens en 260 à la mort de son prédécesseur, Démétrianos, qui avait été déporté à Gondichapour en 253, mais qui était probablement revenu à Antioche puisque Eusèbe dit qu'il y est mort. On peut en déduire que le siège épiscopal est resté vacant plusieurs années depuis 253. 260 est aussi l'année de la défaite et de la capture de l'empereur romain Valérien par Chapour et de la prise de fonction d'Odénat, roi de Palmyre, comme gouverneur militaire de la province, représentant de l'empereur romain.
Si Paul de Samosate a été élu évêque en 260, on peut raisonnablement supposer que, dans les années précédentes, il fut un bon chrétien qui a pris soin de sa communauté et y a acquis une notoriété croissante puisqu'il a été élu diacre puis prêtre. Eusèbe rapporte que Paul était aussi procurateur ducénaire, c'est-à-dire haut fonctionnaire payé 200 000 sesterces par an, chargé des finances et de l'administration civile. A-t-il été nommé par Valérien avant son élection épiscopale ? A-t-il été nommé après par Odénat? Les sources ne l'indiquent pas. Ce qui est certain c'est qu'« Il fut, dans cette ville et dans toute la région, un personnage considérable, avec qui tous devaient compter, et qui ordinairement pouvait se dispenser de compter avec les autres. » Ce statut d'évêque procurateur a suscité la réprobation des autres évêques de la région d'autant plus que Paul a, semble-t-il, affiché sans retenue sa richesse et son pouvoir. Mais il avait aussi de nombreux supporteurs.

#### Oppositions
Eusèbe rapporte qu’il fut l’objet de deux conciles en (264 et 268 ou 269), dont le second décida de son excommunication (Histoire ecclésiastique, VII, 29, 30, 1-18). Eusèbe se fait l’écho de l’opinion générale des évêques orthodoxes, en citant le texte d’une lettre adressée par eux à Denys, évêque de Rome, où les mœurs dissolues de Paul sont fustigées : cupidité, il aurait eu un train de vie fastueux et se serait approprié les biens de l’Église d’Antioche ; orgueil, il aurait demandé des applaudissements et des chants à sa gloire au cours des cérémonies (30, 9-10) ; luxure, il aurait entretenu des concubines pour des orgies (30, 12). Selon Filastre de Brescia : « Il présentait le Christ non comme vrai Dieu, mais comme un homme juste, et il enseignait la circoncision ; il apprit même à la reine Zénobie à judaïser ».
Il faut toutefois se garder de prendre toutes ces affirmations pour des certitudes, car elles semblent surtout viser à noircir ce personnage qui s’était écarté de la doctrine chrétienne orthodoxe, tandis qu’Eusèbe ne s’étend guère sur le contenu de son hétérodoxie: « Jésus aurait été par nature un homme ordinaire » (27, 2). Toujours est-il que le synode s’est unanimement prononcé sur son éviction et son remplacement par Domnos (30, 17-18). Cette décision fut ignorée par l’évêque hérétique, qui, exerçant la charge financière importante de ducenarius (30, 8), pour le compte des princes de Palmyre, n’avait que faire des condamnations. Il décida donc de ne pas quitter le palais épiscopal (30, 19).

#### Soutiens
Les premiers soutiens de Paul de Samosate furent le roi et la reine de Palmyre pour lesquels il œuvrait. « Pendant douze années, Paul de Samosate fut, en Syrie, le partisan décidé, le conseiller, l'homme lige des princes palmyriens. Il mit à leur service toute son autorité épiscopale qui était grande en raison de l'importance du siège d'Antioche. Il fut même un de leurs fonctionnaires. Un très haut et très puissant fonctionnaire ».
Il avait beaucoup de partisans dévoués. « Il était vraiment populaire parmi les chrétiens indigènes de toute la Syrie, qui lui savaient gré de sa méfiance envers Rome et les catholiques inféodés à Rome. Ces Syriens étaient fiers d'avoir enfin pour évêque un homme du pays, un vrai Syrien qui parlait leur langue (l'araméen), qui respectait les usages et qui donnait satisfaction à leurs rancunes... Les prêtres des paroisses chantaient sa gloire dans leurs homélies. On l'appelait un ange venu du ciel ».
Au-delà du soutien à la personne de Paul de Samosate, il y avait dans la population chrétienne des gens, en particulier ceux qui étaient de tradition juive, qui étaient farouchement attachés à l'unicité de Dieu. « Cet unitarisme des IIe siècle et IIIe siècle en appelait à la vieille tradition sur la personne (humaine) de Jésus et la nécessité de maintenir rigoureusement la monarchie divine, d'où le nom de monarchique alors donné au parti unitaire ». Ce parti se maintint en Asie Mineure mais aussi à Rome.

#### Procès
En 264 eut lieu une première tentative de remettre Paul dans le droit chemin. Un concile fut convoqué, probablement à l'initiative de Firmilien, évêque de Césarée de Cappadoce. Firent le déplacement Grégoire et Athénodore, évêques du Pont, Hélénos de Tarse, Nicomas d'Iconium, Hyménée de Jérusalem. Denys d'Alexandrie, malade, ne put venir et mourut pendant le concile. D'autres évêques, des prêtres et des diacres participèrent aux débats. Après beaucoup de discours et d'échanges, Paul promit de rectifier sa doctrine et son comportement, ce qui lui évita une condamnation solennelle. Mais il ne changea ni son enseignement ni ses habitudes.
En 268, un nouveau concile fut convié à se pencher sur le cas "Paul de Samosate". Cette fois-ci, pour éviter de se laisser berner par de bonnes paroles et de fausses promesses, l'accusation fut confiée à un prêtre antiochien nommé Malchion. Il y eut donc un débat serré entre Paul et Malchion dont quelques fragments nous sont parvenus. En conclusion, le concile constata l'hétérodoxie de la christologie de Paul, prononça son excommunication et sa déposition, et nomma Domnos, le fils de l'ancien évêque Démétrianos, pour le remplacer sur le siège d'Antioche. La sentence fut notifiée par une lettre synodale, rédigée au nom du concile, à Denys d'Alexandrie, au pape Denys de Rome et « à tous ceux qui, sur toute la terre, exerçaient le ministère sacré, aux évêques, prêtres, diacres, à toute l'église catholique répandue sous le ciel ».

## Le jugement d'Aurélien et l'expulsion de Paul
Antioche débarrassée de la présence palmyrénienne, à la suite de la première campagne d'Orient d'Aurélien (été 272), les chrétiens purent faire appliquer leurs revendications. Voici ce que dit Eusèbe de la décision d’Aurélien : « L’empereur Aurélien à qui l’on s’adressa prit une décision très favorable sur la conduite à tenir : il ordonna que la maison fut attribuée à ceux avec qui correspondaient les évêques de la doctrine chrétienne en Italie et dans la ville de Rome. C’est ainsi que l’homme susmentionné est chassé de l’Église avec la dernière honte par le pouvoir séculier. »
Cette décision d’Aurélien a fait l’objet de maintes interprétations, plus ou moins satisfaisantes.
L’empereur a exercé ici son pouvoir légal de justice, à la demande d’un certain nombre de citoyens présents à Antioche. En effet, Zosime précise (Histoire nouvelle, LII, 2), qu’Aurélien avait « réglé les problèmes en suspens dans cette ville » avant de faire route vers Émèse. Domnos et ses amis étaient des citoyens comme les autres, qui avaient en tant que tel le droit de faire appel à l’empereur pour une décision de justice, sa présence dans la ville étant une occasion inespérée. Quant à la reconnaissance de l’autorité du synode orthodoxe pour la nomination des évêques, elle était tout à fait explicable dans le cadre de l’édit de tolérance de Gallien, qui reconnaissait aux chrétiens le droit d’exercer leur culte. Pour certains, Aurélien s’est contenté de reconnaître en ce domaine la validité de la décision de la majorité, pour d'autres, il considérait l'épiscopat italien et romain comme le garant de l'orthodoxie chrétienne. On peut aussi envisager qu'Aurélien, ayant neutralisé le pouvoir de Zénobie, s'est empressé de se débarrasser d'un fonctionnaire qui lui était dévoué.

## L'hérésie paulianiste[13],[14]
L'hérésie de Paul de Samosate fait l’objet d’un très bref passage dans l’Histoire ecclésiastique d’Eusèbe de Césarée (VII, 30). Paul de Samosate s’était mis en marge de l’Église en niant la divinité du Christ, et en en faisant un homme par l’intermédiaire duquel Dieu avait parlé. Il avait à Antioche des partisans, les paulianistes (à ne pas confondre avec les pauliniens, de saint Paul, ni avec la secte des pauliciens), qui formèrent une secte qui allait perdurer jusqu’à l’époque constantinienne, au début du IVe siècle.
Il n'est pas facile de savoir ce que Paul de Samosate pensait ou ce qu'il enseignait. « Car nos sources, sur ce point, sont d'une indigence lamentable. » Il n'a laissé aucun écrit. On ne peut considérer comme authentique que certaines de ses paroles prononcées au cours de la controverse avec Malchion et rapportées dans les Actes du concile de 268 ou dans la lettre synodale. Gustave Bardy retient quelques traits:
1) « Paul de Samosate, par les tendances de son esprit, par sa méthode, par sa dialectique et son exégèse, est un vrai Antiochien; il est de la famille d'un Lucien d'Antioche, d'un Diodore, d'un Théodore de Mopsueste, d'un Nestorius. C'est un rationaliste qui ignore ou repousse l'origénisme alexandrin, qui mêle les arguments d'école avec les arguments scripturaires, qui veut rendre le dogme accessible à l'intelligence humaine. C'est un réaliste qui cherche à éliminer le mystère, qui simplifie le christianisme et le mutile pour le mettre à la portée de tous, pour faciliter sa propagande et son action politique sur les païens ou les Juifs ou les chrétiens indigènes de la région. »
2) « Les évêques qui l'ont condamné, comme les théologiens des générations suivantes, lui ont reproché surtout d'avoir fait du Christ un homme ordinaire parce que c'était, à leurs yeux, la plus évidente et la plus grave de ses erreurs. Mais sa conception du Christ était une conséquence de sa théologie monarchienne : s'il niait la nature divine du Christ, c'est qu'il craignait de compromettre l'unité de Dieu... Si le Christ était Dieu, il y aurait deux Dieux. Le dogme de l'unité divine, tel était le point central du système. » Paul de Samosate a été déclaré hérétique 56 ans avant le concile œcuménique de Nicée (325), à une époque où ni la définition conceptuelle du Christ, ni celle de la Trinité, n'étaient encore fixées.
3) Le point de contestation majeur concernait ce qu'il fallait entendre par le Logos (la Parole ou le Verbe) de Dieu tel qu'il est mentionné dans le Prologue de l'Évangile selon Jean. « Au commencement le Logos était et le Logos était avec Dieu et le Logos était Dieu. Tout fut par lui et sans lui rien ne fut (Jean, 1,1-2) ». L'interprétation classique à cette époque était que le Christ était le Logos et qu'il était donc Dieu. Cette idée du Logos comme personnification de Dieu était une idée développée par Philon, le philosophe juif d'Alexandrie, contemporain de Jésus, idée qui avait été reprise par les chrétiens et appliquée à Jésus. « Dans son ascension vers la divinité, la personne de Jésus se rencontra avec celle du Verbe, qui en descendait, et s'identifia longtemps avec elle. Cette identification s'opéra, pour ainsi dire, tacitement en ce sens qu'aucune délibération, aucun décret novateur, aucun conciliabule de théologiens ne la promulgua. Elle était dans l'air, elle se superposa aux doctrines déjà populaires, et devint peu à peu la doctrine orthodoxe. Deux chrétiens contemporains qui ne se sont pas connus, Justin martyr et l'auteur du quatrième évangile, la préconisèrent au milieu du IIe siècle comme la doctrine chrétienne par excellence ». Pour Paul de Samosate qui était un homme logique et concret, il fallait comprendre que Dieu avait adopté cet homme remarquable qu'était Jésus de Nazareth pour qu'il soit son porte-parole : en ce sens, Jésus était bien la Parole (Logos) de Dieu, mais « il restait un homme ordinaire (Eusèbe, 27, 2) ».

## Postérité des thèses de Paul de Samosate
Le concile de Nicée en 325 ordonna de rebaptiser les paulianistes qui revenaient à l'orthodoxie. Saint Jean Chrysostome les vise fréquemment dans ses sermons d'Antioche et dans ses écrits. La secte semble avoir disparu au Ve siècle.

### Arius et Nestorius
Cependant Paul de Samosate est resté une figure emblématique de l'hérésie pour les théologiens à tel point que l'accusation de Samosatien a été proférée à l'encontre de nombre d'entre eux: Arius et les Ariens, Marcel d'Ancyre, Photin de Sirmium, Apollinaire de Laodicée, Diodore de Tarse, Théodore de Mopsueste et même le pape Saint Léon et les Pères du concile de Chalcédoine! C'est Arius et ses disciples qui ont été particulièrement accusés de Paulianisme alors que la doctrine d'Arius n'a pas grand chose à voir avec celle prêtée à Paul. Mais, comme l'écrit Bardy : « En réalité, l'enseignement de Paul pouvait être considéré comme le point de départ de toutes les hérésies. Nier le Christ, c'est cesser d'être chrétien. Ce que Paul avait fait ouvertement, les Ariens le faisaient de manière plus discrète, en employant des formules plus atténuées; mais ils arrivaient au même résultat, puisque pour eux aussi, le Christ cessait d'être Dieu... Au Ve siècle, ce fut surtout le Nestorianisme que l'on regarda dans les milieux orthodoxes comme le dépositaire de la tradition inaugurée par Paul de Samosate. À tort, sans doute... Mais Nestorius enseignait que Dieu avait habité dans le Christ; il disait que Marie n'était pas la mère de Dieu; et tout cela était plus que suffisant pour que, de soi-même, s'imposa le souvenir du vieil hérétique ».

### La Réforme
À l'époque de la Réforme, tous ceux qui nient la divinité du Christ, tous ceux qui refusent de confesser la foi en la Trinité, sont considérés comme des Samosatiens. La Confession d'Augsbourg, « condamne explicitement "tous les Samosatiens, anciens et nouveaux", tous ceux qui se réclamaient ou se réclameraient de l'évêque d'Antioche, comme le firent successivement les précurseurs et les disciples de Michel Servet, les Unitariens de Pologne, Socin et les Sociniens ».

### Gallicanisme
Au cours des querelles du XVIIe siècle et XVIIIe siècle, les Ultramontains accusaient les Gallicans de Paulianisme, faisant valoir que si le pape n'était pas intervenu dans la condamnation de Paul de Samosate, l'empereur Aurélien avait choisi entre les deux évêques d'Antioche, Paul et Domnos, celui qui était en communion avec le pape.
Comment interpréter la persistance dans l'histoire de la figure de Paul de Samosate, un homme dont on n'a aucun texte et dont on connait à peine la doctrine? Pour Bardy, « Par la force des choses, le Samosaténisme est regardé comme le type achevé de l'hérésie... La doctrine de Paul de Samosate est la suprême négation de la révélation chrétienne ».

### Unitarisme moderne
À l'inverse de l'opinion de Gustave Bardy, pour Albert Réville, Paul de Samosate est l'archétype du chrétien moderne, au moins en ce qui concerne sa doctrine.« Le temps n'est pas encore loin où l'unitarisme, c'est-à-dire cette doctrine chrétienne qui rejette le dogme orthodoxe de la trinité et nie la divinité absolue du Christ, passait pour une excentricité indigne de l'intérêt des sages, quand elle n'était pas abominée des âmes religieuses comme une monstrueuse impiété. Aujourd'hui la position que l'unitarisme s'est fait en Angleterre et en Amérique, la puissance croissante qu'il prend au sein des églises protestantes du continent européen, où presque partout il a désormais conquis droit de cité, le nombre considérable de catholiques éclairés qui, sans se détacher de l'église de leur enfance, aiment et professent ostensiblement les principes unitaires, les noms de premier ordre que l'unitarisme peut réclamer comme siens, tout a cassé ces jugements sommaires, tout réclame une appréciation plus équitable d'une des formes les plus épurées, les plus libérales et les plus rationnelle de la religion chrétienne. »

### Recherche
- Maurice Sartre, D'Alexandre à Zénobie : Histoire du Levant antique (IVe siècle av. J.-C. - IIIe siècle ap. J.-C.), Fayard, 2001 (ISBN 978-2-213-64069-3).
- Jean-Marie Mayeur, Charles et Luce Pietri, André Vauchez, Marc Venard (dirs.), Histoire du christianisme, vol. 2 : Naissance d'une chrétienté (250-430), Desclée, 1995 (ISBN 2-7189-0632-4), p. 86-89, 253-254.
- Fergus Millar, « Paul of Samosata, Zenobia and Aurelian : The Church, Local Culture and Political Allegiance in Third-Century Syria », The Journal of Roman Studies, vol. 61,‎ 1971, p. 1–17 (ISSN 0075-4358, lire en ligne, consulté le 15 avril 2023).
- José H. Declerck, « Deux nouveaux fragments attribués à Paul de Samosate », Byzantion, vol. 54, no 1,‎ 1984, p. 116–140 (ISSN 0378-2506, lire en ligne, consulté le 15 avril 2023).
- Henri de Riedmatten, Les actes du procès de Paul de Samosate : Étude sur la christologie du IIIe au IVe siècle, Fribourg, St-Paul, 1952 (lire en ligne).
- Paul Monceaux, « Paul de Samosate [note critique sur le livre de G. Bardy, Paul de Samosate, Étude historique, Paris, Champion, 1923] », Le Journal des Savants,‎ février 1927, p. 49-62 (lire en ligne [PDF]).
- Gustave Bardy, Paul de Samosate. Étude historique, Paris, Champion, Collection « Spicilegium sacrum Lovaniense », 1923, 581 p..

### Sources antiques
- Eusèbe de Césarée, Histoire ecclésiastique, Livre V-VII, Paris, Édition du Cerf, coll. « Sources chrétiennes (no 41) », 1955